# Statue équestre de Menelik II
 (octobre 2024).
Si vous disposez d'ouvrages ou d'articles de référence ou si vous connaissez des sites web de qualité traitant du thème abordé ici, merci de compléter l'article en donnant les références utiles à sa vérifiabilité et en les liant à la section « Notes et références ».
La statue équestre de Menelik II est une statue équestre en bronze représentant le Neguse negest Menelik II, située au centre de la Menelik adebabay à Addis-Abeba.

## Description
La statue équestre représente Menelik II en roi guerrier, sur un cheval cabré tourné en direction de l’ancien champ de bataille d'Adoua, au nord du pays. Cette victoire éthiopienne décisive avait vu les ambitions coloniale italienne sur l'empire d'Éthiopie s'estomper pour un temps, faisant de cet État une nation réspecté par les autres puissances européenne. La symbolique belliqueuse du monument est atténuée par le fait que le souverain brandit une lance. La place se trouve à proximité de la cathédrale Saint-Georges et de l'hôtel de ville. La volonté du gouvernement éthiopien en organisant une cérémonie internationale autour de la statue du vainqueur d’Adoua était de valorisé la force du roi, mais aussi celle de ses troupes. La statue fut fondue en France avant d’être acheminée en pièces détachées jusqu’à Addis-Abeba, ce qui explique que la statue présente plusieurs codes de la statuaire  occidentale de reconnaissance et de célébration des héros nationaux.

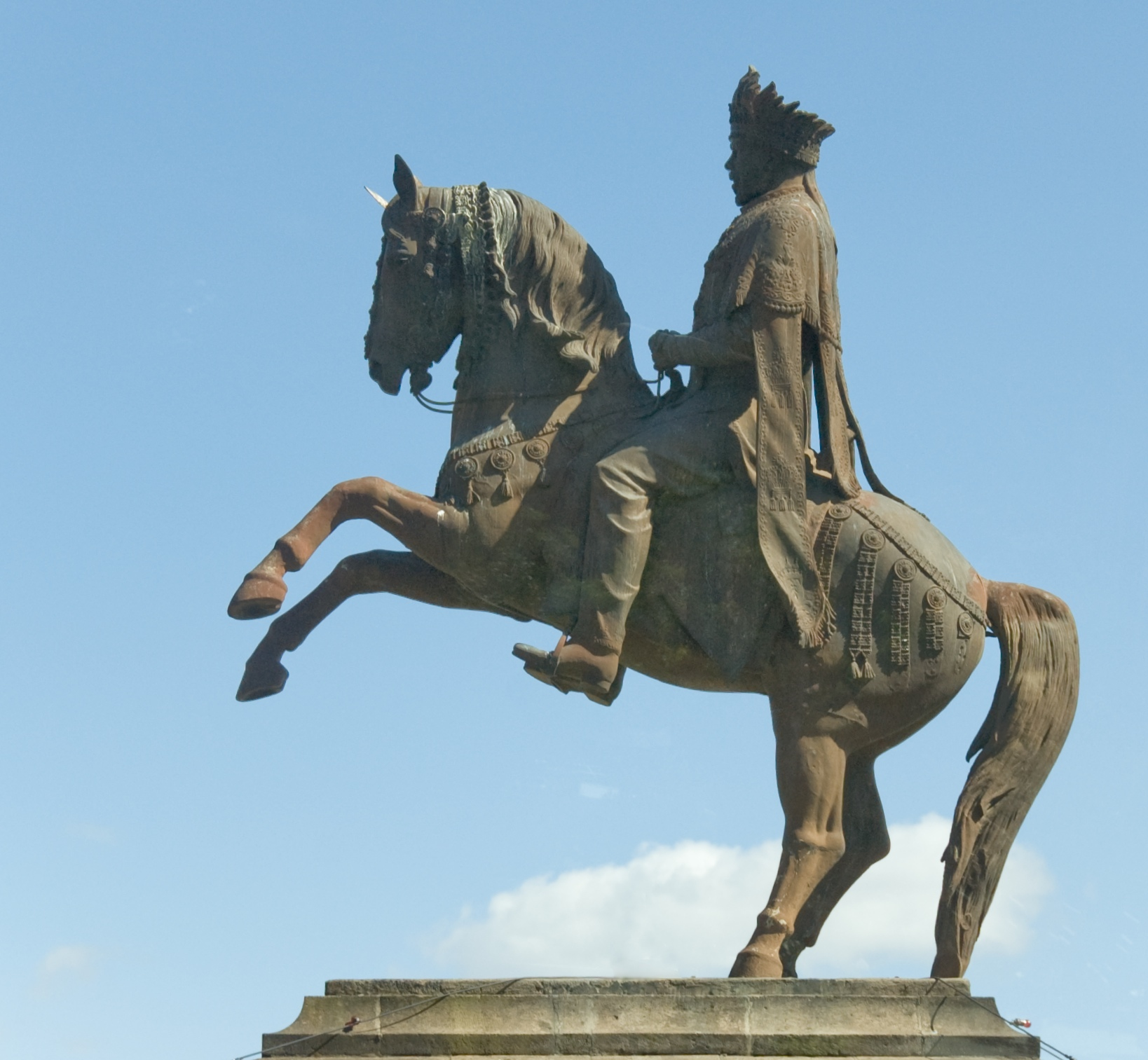
La statue se dresse au milieu de la Menelik adebabay.

Le monument est situé au centre d’un rond-point agrémenté d’un terre-plein, de murets, d’escaliers, de pelouses et d’allées soigneusement dessinées, tandis qu'une grille en fer forgé entoure et protège le monument, qui doit representer la puissance et la résistance de l'Empire éthiopien.

## Histoire
Commanditée par la fille de Menelik II, Zewditou Ire, l'idée d'une statue équestre commémorant le vainqueur d’Adoua avait été inspirée par les diplomates éthiopien ayant visité les grandes capitales mondiales, en vue de moderniser Addis-Abeba. Le conseil de la couronne avait également examiné des photographies de plusieurs grandes villes. La sculpture ne sera inaugurée qu'après la disparition de la reine, la veille du couronnement d'Haïlé Sélassié, le 1er novembre 1930 ; la cérémonie du sacre commença le soir même, avec le transport des insignes royaux dans la cathédrale Saint-Georges. Le nouveau Negus a tenu à ce que tous les représentants des gouvernements étrangers y assistent ; la statue fut édifiée face à la cathédrale, symbole du pouvoir royal. Lieu du couronnement de la reine Zewditou en février 1917, elle avait été érigée à la demande de Menelik II sur une des plus hautes collines d’Addis-Abeba, face au gebbi, c’était l’une des principales églises de la ville, et le lieu de commémoration de la bataille d’Adoua. L’élévation d’une statue équestre renforçait la symbolique de l’église. L’agencement géographique et temporel des deux événements scellèrent la mémoire de Menelik II, encore très populaire dans tout l'empire, à celle de Haïlé Sélassié, dans l’espace et les mémoires.

Le monument en 1934, un an avant le déclenchement de la seconde guerre italo-éthiopienne.

Haïlé Sélassié Ier commémorait la victoire d'Adoua en se rendant au pied de la statue pour y déposer une gerbe de fleurs. Il assistait également à un service à la cathédrale Saint Georges (la bataille s'était déroulée le jour de la Saint Georges). Durant la suite du règne de Haïlé Sélassié Ier des défilés militaires étaient organisés autour du monument. Après le renversement de l'Empire en 1974, Mengistu Haile Mariam a maintenu la commémoration en déposant une gerbe chaque année ;  toutefois, en raison de la nature marxiste de son régime, il n'assistait pas aux services religieux.

## Galerie

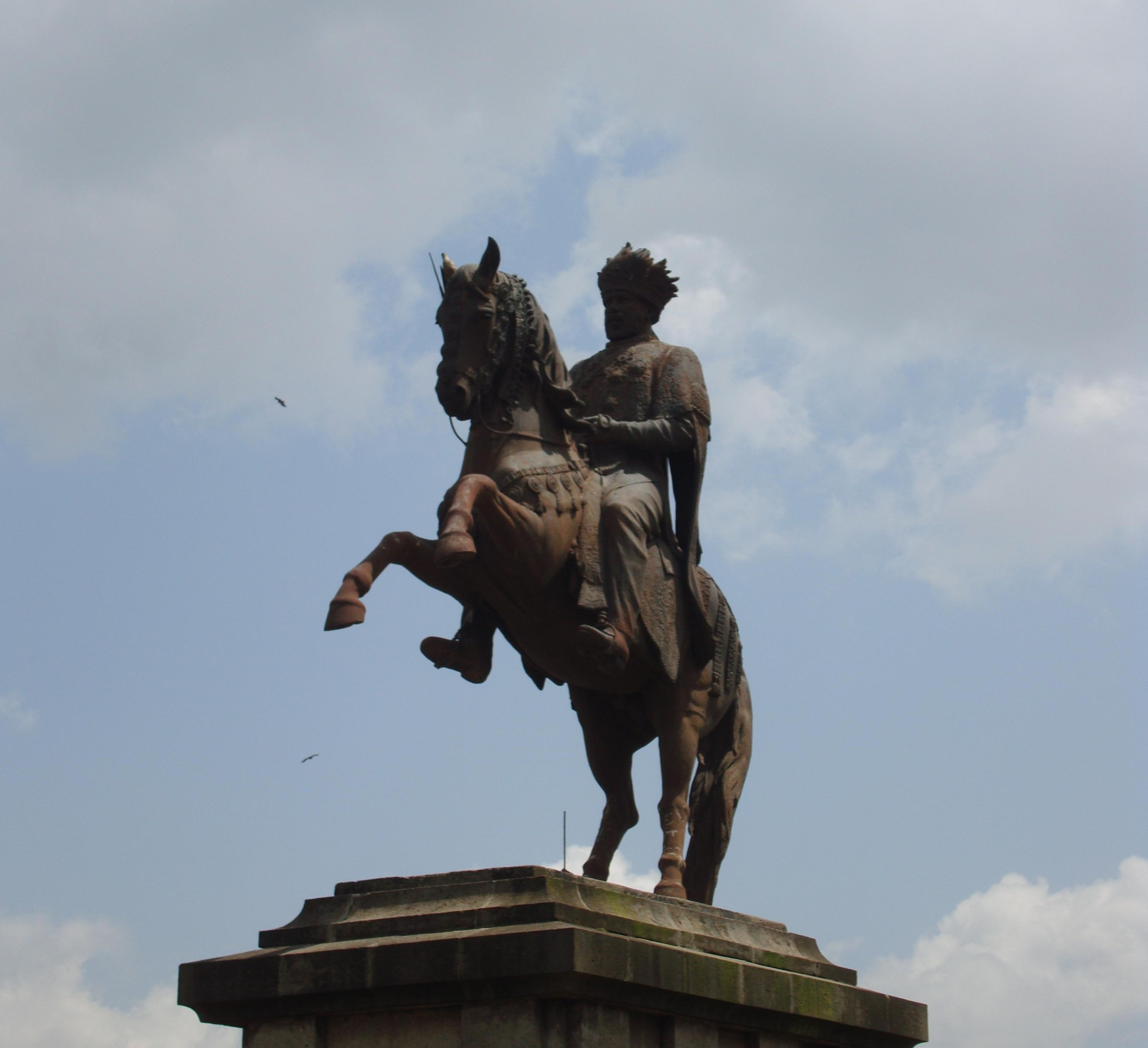
La statue équestre.
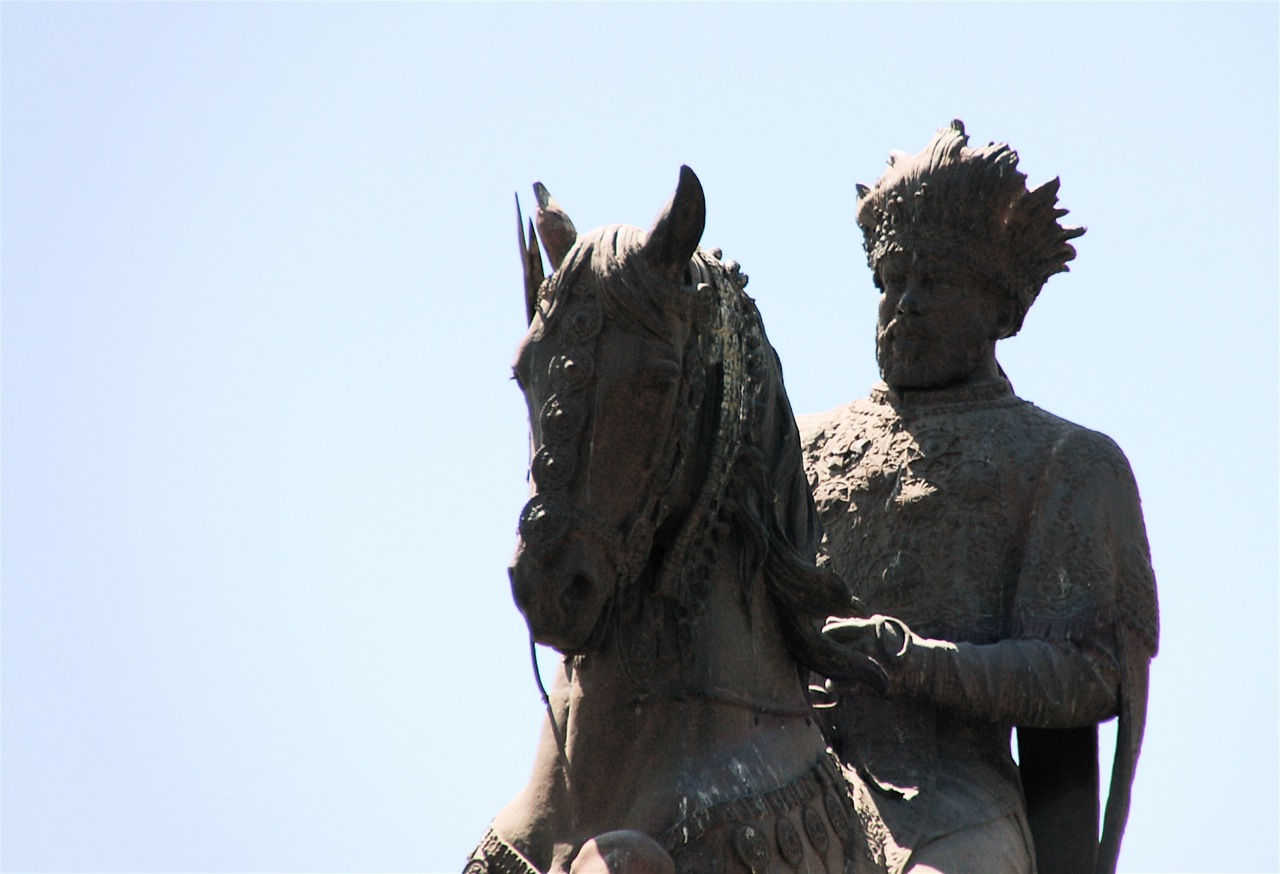
Le buste.
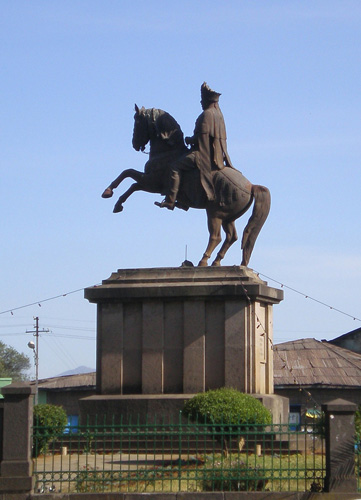
La statue équestre et le socle de côté.
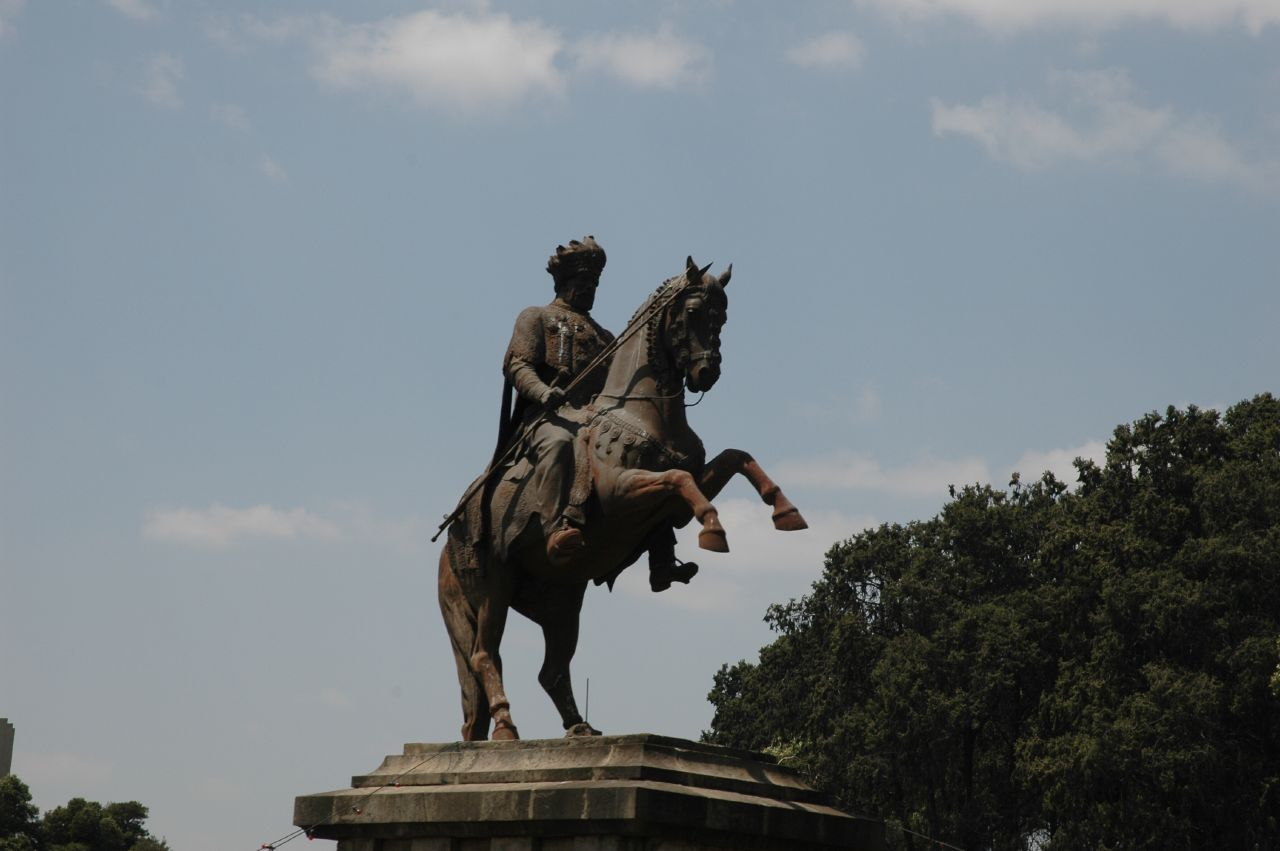
La statue de face.
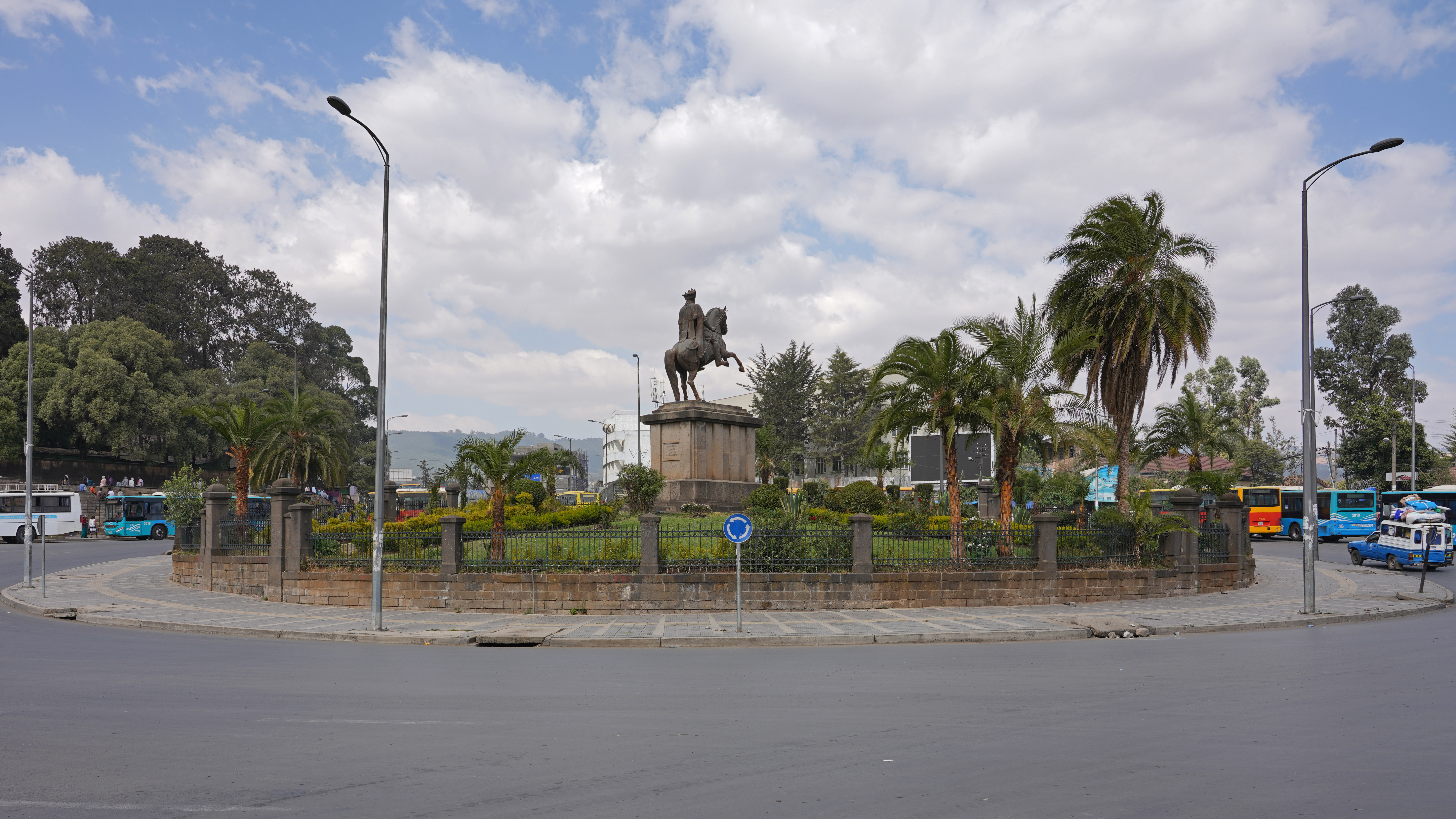
Le monument sur la Menelik adebabay.